# ゆっちゅ
ゆっちゅは、北日本放送（KNB）のマスコットキャラクターである。

## 概要
- 2002年にKNBの開局50周年の新キャラクターとして「めっぴ」（ゆっちゅの姉妹キャラクター）、「エチュー」とともに登場。
- 名前は一般公募され、決定した。
- 小鳥のキャラクターで、ゆっちゅの体の色は黄色、めっぴは水色となっている。
- 現在、KNBの地上デジタル放送のチャンネルロゴ表示に採用されている。

Used in book week parade
used in paralympic day 2024
AFTER THE THUNDER with Mat, special guest yuuchu & meppi

## 備考
- 生みの親はアニメーターの橋本晋治（「ゆっちゅ」「めっぴ」「エチュー」ともに同じ)。
- 橋本の絵本『ゆっちゅとめっぴとほしのゆうえんち』（ISBN 978-4777106523 2007年／スタジオジブリ編集・発行／ゴマブックス発売）にも登場する。